# 무쓰레시마 등대

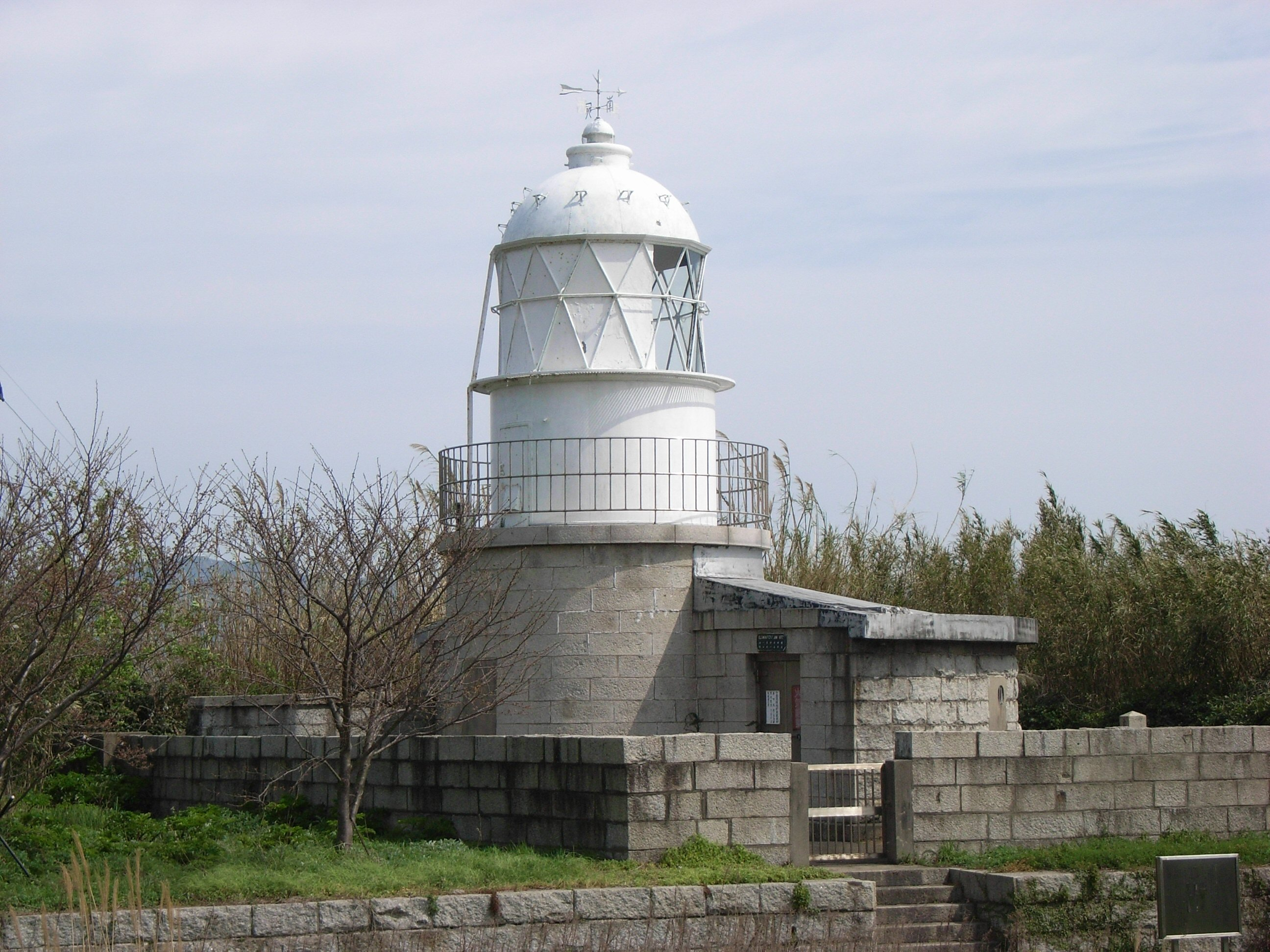
무쓰레시마 등대

무쓰레시마 등대(일본어: 六連島灯台 무쓰레시마토다이[*])는 일본 야마구치현 시모노세키시의 북서쪽으로 약 5km떨어진 동해(히비키나다) 무쓰레섬에 위치한 석조 등대이다. 관문 항로, 동해의 중요한 랜드 마크로 시모노세키 시 지정 문화재이다.